# Intyrictis
Intyrictis — вимерлий рід хижоподібних ссавців з родини Viverravidae, що містить принаймні один вид, Intyrictis vanvaleni. Скам'янілості знайдено в штатах Монтана, Нью-Мексико, Вайомінг.